# Le Petit Âne gris
 (octobre 2018).
Si vous disposez d'ouvrages ou d'articles de référence ou si vous connaissez des sites web de qualité traitant du thème abordé ici, merci de compléter l'article en donnant les références utiles à sa vérifiabilité et en les liant à la section « Notes et références ».
Pistes de Adieu monsieur le professeur
Pauvre Vania
(3) Comme un tout petit garçon
(5)
Le Petit Âne gris est une chanson de Hugues Aufray sortie en 1968 sur l'album Adieu monsieur le professeur. La musique fut composée par Hugues Aufray et les paroles ont été écrites par Hugues Aufray et Vline Buggy.
Souvent chantée en colonie de vacances,, elle évoque une histoire populaire provençale et l'abandon de l'agriculture traditionnelle dans cette région, en particulier le sort des animaux de bât ou de trait par le prisme d'un petit âne qui mettait tout son cœur à vivre et travailler avec et pour les hommes mais qui, après la mécanisation et sa mise au rebut, abandonné des hommes, [...] meurt sans adieu.